# Arno Kamminga
Arno Kamminga (Katwijk, 22 oktober 1995) is een Nederlands zwemmer gespecialiseerd in de 50, 100 en 200 meter schoolslag. Kamminga traint onder leiding van Mark Faber; eerder trainde hij onder leiding van Martin Truijens, Kees Robbertsen en Bregje van der Pluijm. 
Kamminga is nationaal recordhouder op de 50, 100 en 200 meter schoolslag. Hij won goud op de 100 en 200 m schoolslag tijdens de Europese kampioenschappen kortebaanzwemmen 2019 en op de 4×50 m wisselestafette tijdens de Europese kampioenschappen kortebaanzwemmen 2017.
Op de Olympische Zomerspelen 2020 won hij zilver op de 100m en 200m schoolslag. Daarmee werd hij, na Johannes Drost, Wieger Mensonides en Pieter van den Hoogenband, de vierde Nederlandse man die een individuele Olympische zwemmedaille won.
In juni 2025 kondigde Kamminga aan dat hij Nederland verruilt voor Hong-Kong in de hoop daar een nieuwe start te maken en na het WK Zwemmen in Singapore weer gaan deelnemen aan de competitie. Als reden noemt Kamminga zijn verstandhouding met de KNZB sinds de bond een onderzoek had ingesteld naar coach Mark Faber en vooral hoe dat onderzoek werd uitgevoerd door het strikt over Faber te laten gaan en het niet in een veel ruimer verband te laten gaan over mogelijk grensoverschrijdend gedrag en de algehele cultuur binnen het Nederlandse (top) zwemmen. Maar ook de concentratie van alle faciliteiten voor top zwemmers in Eindhoven ten koste van Amsterdam draagt bij aan die vertrouwensbreuk.

## Resultaten

### Internationale toernooien
| Jaar  | Olympische Spelen                                                  | WK langebaan                                                           | WK kortebaan                                                      | EK langebaan                                                                            | EK kortebaan                                                                        |
| ----- | ------------------------------------------------------------------ | ---------------------------------------------------------------------- | ----------------------------------------------------------------- | --------------------------------------------------------------------------------------- | ----------------------------------------------------------------------------------- |
| 2017  |                                                                    | 16e 50m schoolslag 13e 100m schoolslag 14e 200m schoolslag             |                                                                   |                                                                                         | 6e 100m schoolslag · 4e 200m schoolslag · 4×50 m wisselslag gemengd                 |
| 2018  |                                                                    |                                                                        | 20e 50m schoolslag 7e 100m schoolslag 7e 200m schoolslag          | 7e 100m schoolslag 7e 200m schoolslag 4e 4x100m wisselslag gemengd 7e 4x100m wisselslag |                                                                                     |
| 2019  |                                                                    | 13e 100m schoolslag 10e 200m schoolslag DSQ 4×100 m wisselslag gemengd |                                                                   |                                                                                         | 50m schoolslag · 200m schoolslag · 4×50 m wisselslag gemengd · 100m schoolslag ·    |
| 2020* | 100m schoolslag · 200m schoolslag · 6e 4×100m wisselslag gemengd · |                                                                        | 4e 100m schoolslag · 200m schoolslag · 4x50m wisselslag gemengd · | 100m schoolslag · 200m schoolslag · 4×100m wisselslag gemengd · 5e 50m schoolslag ·     |                                                                                     |
| 2021  |                                                                    |                                                                        |                                                                   |                                                                                         | 4x50m wisselslag · 100m schoolslag · 8e 50m schoolslag · 4x50m wisselslag gemengd · |
| 2022  |                                                                    | 100m schoolslag · 4×100 m wisselslag gemengd ·                         |                                                                   | 7e 100m schoolslag · 4x100m wisselslag gemengd ·                                        |                                                                                     |
| 2023  |                                                                    | 100m schoolslag · 12e 200m schoolslag · 4e 4×100 m wisselslag gemengd  |                                                                   |                                                                                         | 100m schoolslag · 200m schoolslag ·                                                 |
| 2024  |                                                                    | 5e 100m schoolslag · 7e 200m schoolslag · 4×100 m wisselslag mannen    |                                                                   |                                                                                         |                                                                                     |

 *) De internationale toernooien die in 2020 zouden plaatsvinden werden vanwege de coronapandemie uitgesteld tot 2021.

### Nederlandse kampioenschappen
| Jaar | NK langebaan                                       | NK kortebaan                                                 |
| ---- | -------------------------------------------------- | ------------------------------------------------------------ |
| 2016 | 100m schoolslag                                    | 100m schoolslag · 200m schoolslag · 4x100m wisselestafette · |
| 2017 | 50m schoolslag · 100m schoolslag · 200m schoolslag | 50m schoolslag · 100m schoolslag · 4x100m wisselestafette ·  |
| 2018 | 100m schoolslag · 200m schoolslag                  |                                                              |

## Persoonlijke records
Bijgewerkt tot en met 4 juli 2021
Kortebaan
| Afstand         | Tijd       | Datum            | Plaats    |
| --------------- | ---------- | ---------------- | --------- |
| 50m schoolslag  | NR 25,84   | 4 december 2019  | Glasgow   |
| 100m schoolslag | NR 55,79   | 4 juli 2021      | Kazan     |
| 200m schoolslag | NR 2.01,43 | 17 december 2020 | Amsterdam |

Langebaan
| Afstand         | Tijd       | Datum           | Plaats    |
| --------------- | ---------- | --------------- | --------- |
| 50m schoolslag  | NR 26,80   | 9 april 2021    | Eindhoven |
| 100m schoolslag | NR 57,80   | 24 juli 2021    | Tokio     |
| 200m schoolslag | NR 2:06,85 | 4 december 2020 | Rotterdam |